# Regan Lamble
Regan Lamble, född 14 oktober 1991, är en australisk friidrottare. Hon deltog vid olympiska sommarspelen 2012 och olympiska sommarspelen 2016.